# Phyllothalestris frigida
Phyllothalestris frigida is een eenoogkreeftjessoort uit de familie van de Thalestridae. De wetenschappelijke naam van de soort werd in 1909 voor het eerst geldig gepubliceerd door Georg Ossian Sars.